# Ga Eungbong
Ga Eungbong là ga trên Tuyến Jungang. Trước khi mở cửa Tuyến 2 của Tàu điện ngầm Seoul, nó được biết đến với tên Ga Seongsu.

## Bố trí ga
| ↑ Oksu      |
| ２ \| １    |
| Wangsimni ↓ |

| 1 | ● Tuyến Gyeongui–Jungang | Địa phương | → Hướng đi Jipyeong → |
| 2 | ● Tuyến Gyeongui–Jungang | Địa phương | ← Hướng đi Munsan     |

## Vùng lân cận
- Lối thoát 1: Trường tiểu học Eungbong, trường trung học Gwanghui